# Wide Awake in America
Wide Awake in America es un disco mitad en directo y mitad en estudio de la banda irlandesa U2 publicado en 1985, un año después del disco The Unforgettable Fire, con motivo de la gira de este disco. Es un EP con sólo cuatro canciones, el cual fue publicado sólo en Estados Unidos y Japón. Debido a su sorpresivo éxito, fue publicado en el Reino Unido
en 1987. Después de Wide Awake in America se publicaría uno de los mejores discos de la banda irlandesa The Joshua Tree.
"Wide Awake in America" llegó al puesto 37 en la lista de Billboard en 1985.

## Lista de canciones
Todas las canciones compuestas por U2.
1. Bad (Grabada en vivo en el "Centro Nacional de Exhibiciones", Birmingham, Inglaterra, el 12 de noviembre de 1984) -  7:59
2. A Sort of Homecoming (Grabada en vivo en Wembley Arena, Inglaterra, el 15 de noviembre de 1984) - 4:04
3. The Three Sunrises - 3:46
4. Love Comes Tumbling - 4:41

## Personal
- Bono: Voces. Producción, excepto en "A Sort of Homecoming" (en vivo). Mezclas en "The Three Sunrises".

(Acreditado en algunas ediciones como "Bono Vox").
- The Edge: Guitarras, teclados y voces. Producción, excepto en "A Sort of Homecoming" (en vivo). Mezclas en "The Three Sunrises".

(Acreditado como David Evans).
- Adam Clayton: Bajo. Producción, excepto en "A Sort of Homecoming" (en vivo). Mezclas en "The Three Sunrises".
- Larry Mullen Jr: Batería y percusión. Producción, excepto en "A Sort of Homecoming" (en vivo). Mezclas en "The Three Sunrises".

(Acreditado como Larry Mullen).
- Ron St. Germain: Mezclas en "Bad" (en vivo).
- Tony Visconti: Producción en "A Sort of Homecoming" (en vivo).
- Kevin Killen: Ingeniero de localización en "Bad" y "A Sort of Homecoming" (en vivo).
- Brian Eno: Productor en "The Three Sunrises".
- Daniel Lanois: Productor en "The Three Sunrises".
- Paul Thomas: Ingeniero de grabación en "Love Comes Tumbling".
- Kevin Moloney: Mezclas en "The Three Sunrises" e ingeniero de grabación en "Love Comes Tumbling".

## Nota
Si bien "Wide Awake in America" fue publicado en 1985, el álbum incluye como año de copyright y de producción a 1984. 